# Кунаев, Николай Иванович
Николай Иванович Кунаев (23 февраля 1931 — май 2014, Санкт-Петербург) — советский и российский хоровой дирижёр, народный артист РСФСР (1975).

## Биография
Николай Иванович Кунаев родился 23 февраля 1931 года. В 1949 году окончил хоровое училище при Ленинградской академической капелле, а в 1954 году Ленинградскую консерваторию (педагог Е. П. Кудрявцева).
С 1955 года был хормейстером. С 1968 года служил художественным руководителем и главным дирижёром Ансамбля песни и пляски Ленинградского военного округа, где проработал более 40 лет. С 1962 года был музыкальным руководителем театра им. Ленсовета.
Умер в мае 2014 году в Санкт-Петербурге, урна с прахом захоронена на Большеохтинском кладбище.

## Работы в театре
- 1966 — Трёхгрошовая опера Курт Вайль, Бертольт Брехт[1].

## Награды и премии
- Народный артист РСФСР (1975).